# فرانک مک‌اونی
فرانک مک‌اونی (انگلیسی: Frank McAvennie؛ زادهٔ ۲۲ نوامبر ۱۹۵۹) بازیکن فوتبال اهل اسکاتلند بود.
از باشگاه‌هایی که در آن بازی کرده‌است می‌توان به باشگاه فوتبال استون ویلا، باشگاه فوتبال سوئیندون تاون، باشگاه چین جنوبی، باشگاه فوتبال وستهام یونایتد، باشگاه فوتبال فالکیرک، باشگاه فوتبال سلتیک، باشگاه فوتبال سنت میرن، و باشگاه فوتبال کلیفتون‌ویل اشاره کرد.
وی همچنین در تیم‌های ملی فوتبال زیر ۲۱ سال اسکاتلند و اسکاتلند بازی کرده‌است.